# Élections législatives de 2007 en Nouvelle-Calédonie
 (août 2025).
Si vous disposez d'ouvrages ou d'articles de référence ou si vous connaissez des sites web de qualité traitant du thème abordé ici, merci de compléter l'article en donnant les références utiles à sa vérifiabilité et en les liant à la section « Notes et références ».
Les élections législatives françaises de 2007 se déroulent les 10 et 17 juin. Dans la collectivité de Nouvelle-Calédonie, un député est à élire dans le cadre d'une circonscription.

## Élus
| Circonscription | Député sortant  | Parti | Parti | Député élu ou réélu | Parti | Parti |
| --------------- | --------------- | ----- | ----- | ------------------- | ----- | ----- |
| 1re             | Jacques Lafleur |       | UMP   | Gaël Yanno          |       | UMP   |
| 2e              | Pierre Frogier  |       | UMP   | Pierre Frogier      |       | UMP   |

## Historique
En 1958, cinq territoires d'outre-mer, faiblement peuplés, choisissent de conserver leur statut et de ne pas devenir des États au sein de la nouvelle Communauté française : il s'agissait de Saint-Pierre-et-Miquelon, de la Côte française des Somalis, de l'archipel des Comores, de la Nouvelle-Calédonie et de la Polynésie française. Ces TOM continuèrent d'envoyer des représentants à l'Assemblée nationale, mais en raison du délai de l'exercice de l'option, ils ne purent participer aux élections législatives des 23 et 30 novembre 1958, les premières de la Ve République.
La Nouvelle-Calédonie a été dominée politiquement pendant plus de vingt ans par le Rassemblement pour la Calédonie dans la République (RPCR), mouvement anti-indépendantiste de Jacques Lafleur affilié d'abord au Rassemblement pour la République puis aujourd'hui à l'Union pour un mouvement populaire.

## Contexte pré-électoral
Au moment de l'élection législative de juin 2007, tous les sièges de parlementaires sont détenus par des membres élus sous l'étiquette RPCR (Jacques Lafleur, député de la 1re circonscription, a démissionné du parti en 2005 pour créer son propre mouvement, le Rassemblement pour la Calédonie (RPC)) — et cela depuis 1986. Pourtant, si toutes les élections législatives n'ont jamais donné lieu à un véritable suspense, notamment la 1re circonscription détenue par Jacques Lafleur depuis 1977, le scrutin de 2007 revêt un caractère incertain inédit jusqu'ici.
En effet, le RPCR n'est plus au pouvoir dans les institutions locales depuis les élections provinciales de 2004, et c'est désormais un autre mouvement anti-indépendantiste, l'Avenir ensemble, créé à l'occasion de ces élections par des dissidents et mécontents de la politique Lafleur menée auparavant, qui dirige la Nouvelle-Calédonie. De plus, à la suite de l'échec des élections de 2004, Jacques Lafleur a été remplacé à la tête du RPCR par Pierre Frogier, député de la 2e circonscription et ancien président du gouvernement local de 2001 à 2004. Jacques Lafleur a alors démissionné de cette formation, comme il a été dit plus haut, pour créer son propre parti.
Ainsi, les élections législatives de 2007 constituent le premier suffrage auquel sont soumis les Calédoniens depuis 2004 et ont pris l'aspect en quelque sorte d'« élections de mi-mandat » sur le plan local. Pour le jeune parti Avenir ensemble, il s'agit de jauger la popularité de sa politique menée depuis qu'il est au pouvoir et joue ainsi en grande partie sa légitimité mais aussi son unité dans ce scrutin. Pour le RPCR, plus généralement appelé aujourd'hui Rassemblement-UMP, il s'agit au contraire de savoir s'il a réussi sa restructuration et s'il peut toujours exister sans Jacques Lafleur, un succès de ses candidats lui donneraient également plus de poids dans son opposition locale à l'Avenir ensemble d'autant que les deux partis font jeu égal au Congrès de la Nouvelle-Calédonie, l'assemblée délibérante du Territoire. Pour Jacques Lafleur et son Rassemblement pour la Calédonie, l'enjeu est de démontrer qu'il peut encore jouer un rôle majeur dans la politique néo-calédonienne et que la nouvelle génération de dirigeants anti-indépendants, que ce soit de l'Avenir ensemble ou du nouveau RPCR, sont incompétents.
Mais ces élections revêtent aussi une importance particulière pour le clan indépendantiste. En effet, le Front de libération nationale kanak et socialiste (FLNKS) est, depuis la fin des années 90, divisé entre le Palika et ses alliés d'une part (l'Union nationale pour l'indépendance) et l'Union calédonienne d'autre part. Les différences de point de vue entre ses deux composantes a atteint un point tel que depuis 2001 aucun véritable congrès du FLNKS n'a pu être organisé si bien que la coalition indépendantiste n'a plus de leader unitaire depuis cette époque. Or, depuis le début 2002, d'importants pas en avant ont été faits dans le sens de la présentation de candidats unitaires des deux tendances indépendantistes aux législatives, alors que depuis 1988 chacune d'entre elles à appeler tour à tour à boycotter les élections. Même si un terrain d'entente pour une campagne commune n'est pas trouvé, il est sûr que et le Palika et l'Union calédonienne avanceront des candidats lors de ce scrutin dans chacune des circonscriptions. Ainsi, contrairement aux législatives précédentes, les indépendantistes vont pouvoir alors jauger leur électorat, chose qu'ils n'avaient pu faire jusqu'ici que lors des provinciales. Et les élections de 2004 avaient non seulement été marqués par une défaite sans surprise en voix des indépendantistes face aux anti-indépendantistes sur l'ensemble du Territoire (ce qui avait été le cas déjà à chaque scrutin local précédent), mais le FLNKS perdant même des voix et des sièges par rapport à 1999. Ainsi, non seulement la représentation indépendantiste a disparu de l'Assemblée de la Province Sud mais elle n'est plus au Congrès aujourd'hui que de 18 élus sur 54.
On pouvait présager que ce scrutin serait marqué par l'éclatement des anti-indépendantistes (entre Avenir ensemble et RPCR qui faisaient l'objet toutes deux d'une candidature dissidente dans la 1re circonscription, à quoi s'ajoutaient le RPC de Jacques Lafleur et le Front national) et la possible réunification des indépendantistes. Toutefois, il est alors peu probable que ceux-ci l'emportent en voix et, même avec une chance d'obtenir un élu dans la 2e circonscription, à savoir la « Brousse », de gagner un siège à l'Assemblée nationale. Notamment dans la 1re circonscription, où aucun candidat indépendantiste n'a jamais réussi à passer la barre du premier tour (Jacques Lafleur n'a été mis auparavant qu'une seule fois en ballotage en 2002, et son concurrent était alors Didier Leroux, l'un des dirigeants aujourd'hui de l'Avenir ensemble).

## Candidats

### Origine partisane des candidats
- Le sortant : 
  - Jacques Lafleur, élu en 2002 en tant que chef du RPCR et qui siège au groupe Union pour un mouvement populaire. Il avait annoncé qu'il serait « sans doute » candidat à sa propre succession avec le soutien de son nouveau parti, le RPC, et sans l'investiture officielle de l'UMP.
- Les candidats anti-indépendantistes :
  - Gaël Yanno - Union pour un mouvement populaire - Rassemblement-UMP (investi officiellement par ces deux partis)
  - Pierre Maresca - Union pour un mouvement populaire - Rassemblement-UMP, dissident
  - Philippe Gomès - Avenir ensemble (officiellement investi par ce parti), il est militant de l'Union pour un mouvement populaire, président de l'Assemblée de la Province Sud et maire de La Foa.
  - Didier Leroux - Avenir ensemble, se présente sans le soutien de ce parti mais avec l'investiture officielle de l'Union pour la démocratie française et donc du MoDem, membre du gouvernement de Nouvelle-Calédonie chargé du secteur de l'Économie, de la Fiscalité, du Développement durable, des Mines, des Transports aériens et des Communications.
  - Guy George - Front national, membre de l'Assemblée de la Province Sud et du Congrès.
- Les candidats indépendantistes : les quatre mouvements du FLNKS (UC, Palika, RDO, UPM) ont proposé durant les mois de mars et avril des noms et les discussions pour une éventuelle fusion de ces candidatures ont abouti lors de la convention de Koné du 1er mai. 
  - Charles Washetine - FLNKS-Union nationale pour l'indépendance-Palika, 50 ans, membre du gouvernement de Nouvelle-Calédonie chargé du secteur de l'Enseignement et des Questions relatives à la Recherche
  - Louis Kotra Uregei - syndicaliste altermondialiste - Union syndicale des travailleurs kanaks et des exploités (USTKE), première fois que ce syndicat indépendantiste proche de José Bové présente des candidats à des législatives
  - Marcko Wahéo - « Mouvement chiraquien des démocrates chrétiens » (MCDC), se déclarant de l'UMP mais indépendantiste.

## Résultats

### Analyse
Le vote fut marqué tout d'abord par la défaite du député sortant Jacques Lafleur, député élu ou réélu au premier tour à chaque législative de 1978 à 1997 et au second tour à la suite d'un ballotage qui lui était largement favorable en 2002. L'ancien chef historique des anti-indépendantistes et homme fort de la Nouvelle-Calédonie confirme la baisse de son assise électorale au sein de la population calédonienne entamée au début des années 2000. Beaucoup y voient la fin d'une époque, d'autant que le RPCR - que Jacques Lafleur avait lui-même créé en 1977 et dirigé jusqu'en 2005 avant de s'en désengager cette même année après avoir été battu par Pierre Frogier à la présidence du parti - fait alors un retour en force, le candidat officiel du mouvement (et de l'UMP), Gaël Yanno, arrivant largement en tête malgré les nombreuses candidatures dissidentes (outre celle de Jacques Lafleur, celle de Pierre Maresca battu par Yanno aux primaires du parti). L'autre surprise a alors été la qualification pour le second tour du candidat indépendantiste Charles Washetine qui - bien qu'arrivant nettement derrière Gaël Yanno (près de deux fois moins de voix) et n'obtenant pas les 12,5 % des inscrits nécessaires pour se qualifier automatiquement pour le second tour - a obtenu la seconde place. C'est la première fois qu'un indépendantiste se maintient au second tour dans cette circonscription depuis sa création (Jacques Lafleur ayant été élu ou réélu au premier tour de 1978 à 1997 tandis qu'en 2002 son adversaire était aussi anti-indépendantiste, en l'occurrence Didier Leroux). Le parti au pouvoir, et autre grand mouvement anti-indépendantiste, l'Avenir ensemble, a quant à lui fait les frais de sa division entre deux candidatures: celle, soutenue par le parti, du président de la Province Sud (Nouvelle-Calédonie) Philippe Gomès et de l'autre celle du membre du gouvernement chargé de l'économie Didier Leroux. À eux deux, ils obtiennent 10 539 voix, soit à peine 1000 de moins que le candidat du RPCR, et 28,45 %, mais répartis presque de moitié entre les deux hommes, avec une légère avance pour Didier Leroux (5 316 et 14,35 % des suffrages, contre 5 223 et 14,1 % à Philippe Gomès). Sinon, tous les candidats anti-indépendantistes (Leroux, Gomès, Lafleur, Guy George et Maresca) s'étant désistés en faveur de Gaël Yanno, celui-ci devrait techniquement l'emporter largement au second tour face à Charles Washetine qui, avec à peine 6 000 voix et moins de 16 % des suffrages exprimés au premier tour, ne peut compter que sur l'apport des 2 000 voix du candidat du syndicat proche de José Bové de l'Union syndicale des travailleurs kanaks et des exploités (USTKE), Louis Kotra Uregei.
Le député sortant, Pierre Frogier, est arrivé en tête de ce premier tour, mais avec une moins nette avance sur son adversaire indépendantiste qu'en 2002. Il a alors seulement 1 600 voix et à peine 2 points de plus que Charles Pidjot qui bénéficie ainsi largement de la « réunification » du FLNKS pour ces législatives dans la circonscription où les indépendantistes peuvent le plus espérer obtenir un siège. Toutefois, les trois candidats anti-indépendantistes (Pierre Frogier puis Bianca Hénin et Harold Martin, ces deux derniers ayant appelé à voter pour le premier au second tour) ont totalisé plus de 24 500 voix (24 687 exactement) et 63,43 % des suffrages (32,13 % des inscrits), contre 13 235 et 36,58 % des voix (18,53 % des inscrits) pour les deux indépendantistes. Ce scrutin a aussi été marqué par le score de Harold Martin, président de l'Avenir ensemble et du Congrès, qui ne réussit pas à se qualifier pour le second tour. L'Avenir ensemble avait fait campagne en comparant les législatives à un « référendum » de la politique menée par ce parti depuis son arrivée au pouvoir en 2004. Toutefois, il est très difficile de savoir s'il s'agit là d'un véritable « vote sanction » ou de la conséquence directe de « l'effet Sarkozy » dont auraient bénéficié les candidats officiels de l'UMP dans les deux circonscriptions.

### Résultats à l'échelle de la collectivité
| Parti                                                  | Parti                                                     | Premier tour | Premier tour | Second tour | Second tour | Sièges |
| Parti                                                  | Parti                                                     | Voix         | %            | Voix        | %           | Sièges |
| ------------------------------------------------------ | --------------------------------------------------------- | ------------ | ------------ | ----------- | ----------- | ------ |
|                                                        | Union pour un mouvement populaire                         | 24 253       | 33,31        | 52 291      | 60,91       | 2      |
|                                                        | Divers droite                                             | 19 096       | 26,23        |             |             | 0      |
|                                                        | Majorité présidentielle                                   | 43 349       | 59,53        | 52 291      | 60,91       | 2      |
|                                                        |                                                           |              |              |             |             |        |
|                                                        | Union calédonienne                                        | 15 787       | 21,68        | 33 554      | 39,00       | 0      |
|                                                        | UDF–Mouvement démocrate                                   | 5 316        | 7,30         |             |             | 0      |
|                                                        | Extrême gauche (Solidarité, Écologie, Gauche Alternative) | 4 145        | 5,69         | 0           |             |        |
|                                                        | Front national                                            | 3 984        | 5,47         | 0           |             |        |
|                                                        | Divers                                                    | 233          | 0,32         | 0           |             |        |
|                                                        |                                                           |              |              |             |             |        |
| Inscrits                                               | Inscrits                                                  | 138 635      | 100,00       | 146 866     | 100,00      | 2      |
| Abstentions                                            | Abstentions                                               | 63 771       | 46           | 58 615      | 39,91       |        |
| Votants                                                | Votants                                                   | 74 864       | 54           | 88 251      | 60,09       |        |
| Blancs et nuls                                         | Blancs et nuls                                            | 2 050        | 2,74         | 2 406       | 2,73        |        |
| Exprimés                                               | Exprimés                                                  | 72 814       | 97,26        | 85 845      | 97,27       |        |
| Source : Ministère de l'Intérieur - Nouvelle-Calédonie |                                                           |              |              |             |             |        |

### Résultats par circonscription

#### Première circonscription (Nouméa - Îles Loyauté)
| Candidat       | Candidat                | Parti          | Premier tour | Premier tour | Second tour | Second tour |  |
| Candidat       | Candidat                | Parti          | Voix         | %            | Voix        | %           |  |
| -------------- | ----------------------- | -------------- | ------------ | ------------ | ----------- | ----------- |  |
|                | Gaël Yanno élu          | UMP            | 11 445       | 30,89        | 26 732      | 69,21       |  |
|                | Charles Washetine       | UC             | 5 846        | 15,78        | 11 891      | 30,79       |  |
|                | Didier Leroux           | UDF–MoDem      | 5 316        | 14,35        |             |             |  |
|                | Phillipe Gomes          | Divers droite  | 5 223        | 14,1         |             |             |  |
|                | Jacques Lafleur sortant | diss. UMP      | 4 352        | 11,74        |             |             |  |
|                | Louis Kotra Uregei      | SÉGA           | 2 019        | 5,45         |             |             |  |
|                | Guy George              | FN             | 1 559        | 4,21         |             |             |  |
|                | Pierre Maresca          | diss. UMP      | 1 062        | 2,87         |             |             |  |
|                | Marcko Waheo            | Divers         | 233          | 0,63         |             |             |  |
|                |                         |                |              |              |             |             |  |
| Inscrits       | Inscrits                | Inscrits       | 68 940       | 100,00       | 68 928      | 100,00      |  |
| Abstentions    | Abstentions             | Abstentions    | 31 077       | 45,08        | 29 139      | 42,27       |  |
| Votants        | Votants                 | Votants        | 37 863       | 54,92        | 39 789      | 57,73       |  |
| Blancs et nuls | Blancs et nuls          | Blancs et nuls | 808          | 2,13         | 1 166       | 2,93        |  |
| Exprimés       | Exprimés                | Exprimés       | 37 055       | 97,87        | 38 623      | 97,07       |  |

#### Deuxième circonscription (Grande Terre)
| Candidat       | Candidat                     | Parti          | Premier tour | Premier tour | Second tour | Second tour |  |
| Candidat       | Candidat                     | Parti          | Voix         | %            | Voix        | %           |  |
| -------------- | ---------------------------- | -------------- | ------------ | ------------ | ----------- | ----------- |  |
|                | Pierre Frogier sortant réélu | UMP            | 12 808       | 35,82        | 25 559      | 54,13       |  |
|                | Charles Pidjot               | UC             | 9 941        | 27,8         | 21 663      | 45,87       |  |
|                | Harold Martin                | Divers droite  | 8 459        | 23,66        |             |             |  |
|                | Bianca Henin                 | FN             | 2 425        | 6,78         |             |             |  |
|                | François-Xavier Apok         | SÉGA           | 2 126        | 5,95         |             |             |  |
|                |                              |                |              |              |             |             |  |
| Inscrits       | Inscrits                     | Inscrits       | 69 695       | 100,00       | 77 938      | 100,00      |  |
| Abstentions    | Abstentions                  | Abstentions    | 32 694       | 46,91        | 29 476      | 37,82       |  |
| Votants        | Votants                      | Votants        | 37 001       | 53,09        | 48 462      | 62,18       |  |
| Blancs et nuls | Blancs et nuls               | Blancs et nuls | 1 242        | 3,36         | 1 240       | 2,56        |  |
| Exprimés       | Exprimés                     | Exprimés       | 35 759       | 96,64        | 47 222      | 97,44       |  |